# Palaeomolis palmeri
Palaeomolis palmeri là một loài bướm đêm thuộc phân họ Arctiinae, họ Erebidae.